# 성령의 중보

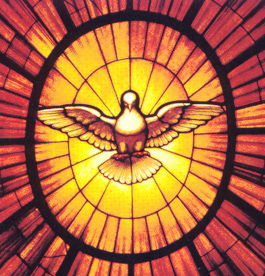
비둘기 같이 성령 하나님의 상징적 표현한 스테인드 글라스. 1660년 경으로 추정

성령의 중보(Intercession of the Spirit)란 성령 하나님께서 믿는자들이 하나님을 전심으로 찾는 그들을 도와주고 인도한다고 믿는 기독교 신앙개념이다.
로마서 8: 26-27 바울은 다음과 같이 말한다:

이와 같이 성령도 우리의 연약함을 도우시나니 우리는 마땅히 기도할 바를 알지 못하나 오직 성령이 말할 수 없는 탄식으로 우리를 위하여 친히 간구하시느니라. 마음을 살피시는 이가 성령의 생각을 아시나니 이는 성령이 하나님의 뜻대로 성도를 위하여 간구하심이니라. 우리가 알거니와 하나님을 사랑하는 자 곧 그의 뜻대로 부르심을 입은 자들에게는 모든 것이 합력하여 선을 이루느니라.

성령의 중보에 대한 다양한 신학적 해석이 있다. 존 칼빈은 기도에서 무엇을 구할지 그리고 무엇을 기도할지를 성령이 가르치는 사역과 관련지어 말한다. 아브라함 카이퍼는 성령의 활동을 기도하는 성도들의 노력과 분리하고 구분시킨다.

## 같이 보기
- 그리스도의  중보기도
- 성도의 중보기도